# 청춘 스케치
《청춘 스케치》(영어: Reality Bites)는 1994년 개봉한 미국의 로맨틱 코미디 드라마 영화이다. 벤 스틸러의 감독 데뷔작이며, 헬렌 칠드러스가 각본을 맡았다. X세대 다큐멘터리 감독 지망생(위노나 라이더 분)이 대학 졸업 후 녹록치 않은 현실을 마주하며 진로, 우정, 사랑 등을 탐색해 나가는 과정을 그린다.
1994년 제10회 선댄스 영화제에서 전 세계 최초로 상영되었으며, 미국에서 1994년 2월 18일 개봉하였다.

## 줄거리
막 대학을 졸업한 네 친구가 텍사스주 휴스턴에서 함께 산다.
식당에서 공연하는 기타 연주자 트로이와 다큐멘터리 감독 지망생인 럴레이나는 내심 서로를 좋아하고 있으며 몇 년 전 술에 취해 관계를 가진 적이 있다. 비키는 갭 영업 사원에서 매니저로 승진하고, 여러 남성들과 하룻밤 관계를 거듭한다. 비키의 게이 친구 새미는 보수적인 부모님에게 차마 커밍 아웃을 할 수 없어 동정으로 지낸다.
럴레이나는 차를 타고 가다가 무심결에 불이 붙은 담배를 마이클의 컨버터블 안으로 날리게 되고, 그 바람에 마이클이 차를 박으면서 서로를 알게 돼 만남을 시작한다. 럴레이나는 거만한 텔레비전 프로그램 진행자의 제작 조수로 일하던 중 충동적으로 복수를 했다가 직장을 잃고 룸메이트 친구들과 갈등하게 된다. 한편 비키는 HIV에 걸렸을지도 몰라 전전긍긍하다가 음성 결과를 받는다. 새미는 부모님에게 커밍 아웃을 하고 데이트를 시작한다.
마이클은 럴레이나가 자신이 일하는 방송국에 다큐멘터리를 팔게 주선하지만 방송국에서 멋대로 감각적인 편집을 하도록 허용해 럴레이나의 창작 의도를 훼손한다. 분노하고 실망한 럴레이나는 마이클과 끝을 내고, 트로이와 서로 마음을 솔직히 털어놓는다. 하지만 트로이는 잠자리를 가진 다음 날 아침 럴레이나를 피하다가 동네를 떠나 버린다.
아버지가 사망하면서 트로이는 지난 삶을 돌아보고 럴레이나와 재회하여 화해한다. 엔딩 크레디트 도중 마이클이 후에 만든 텔레비전 드라마 장면이 삽입되는데, 럴레이나와 트로이의 명백한 패러디인 일레이나와 로이라는 인물들이 다투고 있다.

## 출연진
- 위노나 라이더 - 럴레이나 피어스 역
- 이선 호크 - 트로이 다이어 역
- 벤 스틸러 - 마이클 그레이츠 역
- 저닌 거로펄로 - 비키 마이너 역
- 스티브 잔 - 새미 그레이 역
- 스우시 커츠 - 샬레인 맥그레거 역
- 해리 오라일리 - 웨스 맥그레거 역
- 배리 델셔먼 - 그랜트가 진행하는 텔레비전 프로그램 제작자 역
- 앤 미라 - 루이즈 역
- 앤디 딕 - 록 역
- 키스 데이비드 - 로저 역
- 데이비드 퍼너 - 피니어스 역
- 에번 댄도 - “로이” 배우 역
- 캐런 더피 - “일레이나” 배우 역
- 조 돈 베이커 - 톰 피어스 역
- 존 머호니 - 그랜트 구블러 역
- 데이비드 스페이드 - 위너슈니츨 매니저 역
- 진 트리플혼 - 신디 크로퍼드 패러디 역
- 러네이 젤위거 - 태미 역

## 기타 제작진
- 총괄 제작: 윌리엄 피니건, 셸던 핀척
- 협력 제작: 로리에타 타우브
- 배역: 프랜신 메이즐러
- 미술: 샤론 시모어
- 의상: 유지니 바팔루코스

## 사운드트랙
사운드트랙은 빌보드 200 13위에 올랐으며 120만 장을 판매하였고, 오스트레일리아 차트에서는 2위까지 등극하고 플레티넘을 인증받았다. 리드 싱글인 리사 로브의 "Stay (I Missed You)"는 빌보드 핫 100 1위에 올랐다.
1. "My Sharona" – 더 낵
2. "Spin the Bottle" – 줄리애나 햇필드 스리
3. "Bed of Roses" – 디 인디언스
4. "When You Come Back to Me" – 월드 파티
5. "Going, Going, Gone" – 더 포지스
6. "Stay (I Missed You)" – 리사 로브 앤드 나인 스토리스
7. "All I Want Is You" – U2
8. "Locked Out" – 크라우디드 하우스
9. "Spinning Around Over You" – 레니 크래비츠
10. "I'm Nuthin'" – 이선 호크
11. "Turnip Farm" – 다이너소어 주니어
12. "Revival!" – 미 사이 미
13. "Tempted" – 스퀴즈
14. "Baby, I Love Your Way" – 빅 마운틴
10주년 기념반 보너스 트랙
15. "Stay (I Missed You)" (Living Room mix) – 리사 로브
16. "Add It Up" – 이선 호크 (바이얼런트 펨스 커버)
17. "Confusion" – 뉴 오더
18. "Disco Inferno" – 더 트램프스
19. "Give a Man a Fish" – 어레스티드 디벨럽먼트
20. "Fools Like Me" – 리사 로브